# Liberia aux Jeux olympiques d'été de 2020
Le Liberia participe aux Jeux olympiques d'été de 2020 à Tokyo. Il s'agit de leur 14e participation aux Jeux d'été.

## Athlètes engagés
| Sport      | Hommes | Femmes | Total |
| ---------- | ------ | ------ | ----- |
| Athlétisme | 2      | 1      | 3     |
| Total      | 2      | 1      | 3     |

## Résultats

### Athlétisme
Le sprinteur Emmanuel Matadi, basé aux États-Unis, a obtenu sa qualification en établissant une marque à 10 s 01 (minimum de 10 s 05) lors de la série Star Athletics Sprint à Montverde en juillet 2019, établissant aussi son record personnel.
Joseph Fahnbulleh décroche son ticket pour le 200m le 11 juin 2021 en remportant la course au championnat NCAA d'athlétisme 2021 à Eugene avec un temps de 19,91 s. Emmanuel Matadi, 26e mondial sur cette distance, participe également à la course.
Enfin, Ebony Morrison bénéficie d'une place attribuée au nom de l'universalité des Jeux.
| Athlète           | Épreuve        | Série   | Série   | Demi-finale | Demi-finale | Finale     | Finale   |
| Athlète           | Épreuve        | Temps   | Rang    | Temps       | Rang        | Temps      | Rang     |
| ----------------- | -------------- | ------- | ------- | ----------- | ----------- | ---------- | -------- |
| Ebony Morrison    | 100 m féminin  | 13 s 0  | 6e      | 12 s 74 NR  | 6e          | Éliminée   | Éliminée |
| Emmanuel Matadi   | 100 m masculin | 10 s 25 | 5e      | Éliminé     | Éliminé     | Éliminé    | Éliminé  |
| Emmanuel Matadi   | 200 m masculin | Forfait | Forfait | Forfait     | Forfait     | Forfait    | Forfait  |
| Joseph Fahnbulleh | 200 m masculin | 20 s 46 | 2e      | 19 s 99 NR  | 2e          | 19 s 98 NR | 5e       |